# Leo Burnett
Leo Burnett Worldwide – oder schlicht Leo Burnett – ist eine weltweit tätige Werbeagenturgruppe, die 1935 von dem Texter Leo Burnett in Chicago gegründet wurde. Sie betreut acht der zehn weltweit meistverkauften „Consumer Brands“ (Marken im Bereich FMCG) und gilt mit fast 9000 Mitarbeitern in 98 Büros aus 84 Ländern als eine der 20 größten Werbeagenturgruppen der Welt. Die Agentur hat u. a. den Marlboro-Mann erfunden. 2019 wurde öffentlich, dass die Agentur zu Werbezwecken Bilder in der Wikipedia platziert hatte.

## Deutsche Niederlassung
Die Frankfurter Werbeagentur Leo Burnett gibt es seit 1969 in Deutschland. 1980 fusionierte sie mit Lürzer, Conrad. Die Agentur ist in der klassischen Werbung tätig sowie im Bereich der digitalen Kommunikation, Design und Shopper Marketing. Zu den Kunden zählen Fiat, Goodyear, McDonald’s, Philip Morris, Procter & Gamble und Samsung. Die Geschäftsführung der deutschen Niederlassung besteht aus Lennart Wittgen (Chief Executive Officer), Tine Holzhausen (Chief Creative Officer) und Philippe Bordet  (Chief Financial Officer) mit Sitz in Frankfurt-Ostend, Otto-Meßmer Straße 1 (2020). Zur Gruppe gehören ebenfalls die Agenturen Leo Burnett/Laeufer, Ignition Groupe GmbH und Avenue Advertising GmbH. Leo Burnett Deutschland ist Teil des weltweiten Leo Burnett Netzwerks.
Im Jahr 2015 wurde der Agentur der Ehrentitel „Red Dot: Agency of the Year“ verliehen und bekam im Rahmen der Red Dot Gala den Wanderpokal „Stylus“ überreicht. Große Aufmerksamkeit innerhalb der Branche erhielt die Agentur, als sie im September 2014 den Deutschland-Etat von McDonald’s nach 43 Jahren vom Stammhalter Heye in München übernahm. Hierfür wurde in Zusammenarbeit mit Thjnk aus Hamburg der Agenturverbund Leo's thjnk tank gegründet, der den Etat seit 2015 von München aus betreut.
2017 gewann die Agentur 23 Lions beim Cannes Lions International Festival of Creativity und ist damit auf Platz 11 der kreativsten Agenturen Deutschlands.
2019 ersetzte Leo Burnett im Auftrag von The North Face die Artikelbilder zahlreicher Wikipedia-Artikel mit Bildern, auf denen das Logo des Unternehmens prominent zu sehen war. Das Ziel dieser Aktion war es, in den Google-Suchergebnissen möglichst gut positioniert zu sein. Nach Bekanntwerden wurden die Bilder von Wikipedia-Autoren aus den Artikeln wieder entfernt. Die Wikimedia Foundation kritisierte den Versuch der Positionierung von Schleichwerbung.

## Publicis Gruppe
2002 wurde Leo Burnett Teil der Publicis Gruppe, einer mit 37.000 Mitarbeitern in 109 Ländern weltweit agierenden französischen Werbeagentur-Holding. Zu dem an der NYSE sowie Euronext börsenorientierten Unternehmen gehören ebenfalls die Werbeagenturgruppen Publicis sowie Saatchi & Saatchi. Das Unternehmen wird aus Paris geführt.

## Leo Burnett Kunstausstellungen
Im Jahr 2001 kuratierte die Leo Burnett Agentur  eine Ausstellung des italienischen Malers Umberto Pettinicchio, mit dem Fotograf Steve McCurry in Lausanne in der Schweiz.

## Kunden (Deutsche Niederlassung)
- Amnesty International Bezirk Frankfurt, Frankfurt am Main
- BRITA GmbH, Taunusstein
- Cybex GmbH, Bayreuth
- Deutsches Rotes Kreuz e. V., Berlin
- Fiat Chrysler Automobiles Germany AG, Frankfurt am Main: Fiat PKW, Fiat Professional, Jeep
- Fischer-Roehler & Kühl GmbH, Berlin: Kaviar Gauche
- Giovanni RANA Deutschland GmbH, Frankfurt am Main
- Goodyear Dunlop Tires Operations S.A. Belgien, Diegem: Goodyear EMEA, Dunlop EMEA
- Goodyear Dunlop Tires Germany GmbH, Hanau: Goodyear Deutschland, Dunlop Deutschland
- Hugo Boss AG, Schweiz, Coldrerio: HUGO BOSS Bodywear and Hosiery Packaging
- Internationale Gesellschaft für Menschenrechte Deutsche Sektion e. V., Frankfurt am Main: IGFM
- Kellogg (Deutschland) GmbH, Bremen: Cornflakes, Special K, Choco Krispies, Kellogg's Müsli Varianten
- Lidl Stiftung & Co. KG, Neckarsulm: Lidl International (Social Media)
- Lesson Nine GmbH, Berlin: Babbel
- McDonald’s Deutschland, München
- medi GmbH & Co. KG, Bayreuth: ITEM m6
- Merz Pharmaceuticals GmbH, Frankfurt am Main: Merz Spezial International, Merz Aesthetics
- Mymuesli GmbH, Passau: OH! Saft
- Naturschutzbund Deutschland (NABU) Landesverband Hessen e. V., Wetzlar
- Pfizer Deutschland GmbH, Berlin, Pfizer Inc., New York/USA, Nexium Control
- Philip Morris International, Schweiz, Lausanne: PMI L&M Global, PMI Travel Retail Worldwide, Global Commercial/Sales Platform Development
- Philip Morris DACH: L&M, Marlboro, Piel Roja, Philip Morris Trademark und OTP (Other Tobacco Related Products)
- Philip Morris European Union
- Philip Morris EEMA (Eastern Europe, Middle East & Africa)
- Procter & Gamble Germany GmbH & Co Operations oHG, Schwalbach am Taunus: Always, Antikal, Aussie, Clearblue, Dash, Max Factor, Meister Proper, Persona, Swiffer
- Reporter ohne Grenzen e. V., Berlin
- Samsung Electronics GmbH, Eschborn: Consumer Electronics (ATL), Social Media (Corporate & Mobile)
- Stephen Jones Millinery, London
- Ustinov Stiftung, Frankfurt am Main
- Zoo Frankfurt, Frankfurt am Main
- Zoologische Gesellschaft Frankfurt e. V., Frankfurt am Main